# Костел Святого Станіслава (Заліщики)
Костел Святого Станіслава в Заліщиках — культова споруда в місті Заліщики на Тернопільщині. Діючий парафіяльний храм Чортківського деканату РКЦ в Україні. Споруджений у XVIII ст. (1784 року).

## Відомості

### Первісна споруда
Спочатку костел був дерев'яним.
Теперішній мурований храм розпочали будувати в 1760 році, а закінчили у 1824 році (за іншими даними, на початку XIX століття його перебудували на кам'яний). В інтер'єрі костелу над дверима до захристя зберігався родинний герб Понятовських.
Парафію в Заліщиках заснував дідич Станіслав Понятовський, який і був фундатором будівництва костелу.

### Сучасний храм
У радянський період костел пограбований і перетворений на склад солі, яка в'їлася в стіни на висоту 3 метри. Римо-католицькій громаді костел передано в 1991 році, після чого проведено його реставрацію.